# Ian Ogilvy
Ian Raymond Ogilvy (ur. 30 września 1943 w Woking) – angielsko-amerykański aktor telewizyjny i filmowy, dramaturg i pisarz.

## Życiorys

### Wczesne lata
Urodził się w Woking w hrabstwie Surrey jako syn aktorki Aileen Cynthii Raymond (1910–2005), byłej żony aktora Sir Johna Millsa, i Francisa Fairfielda Ogilvy, brata jednego z najbardziej znanych twórców reklamy Davida Ogilvy. Jego dziadek, Francis John Longley Ogilvy, był gaelickim góralem ze Szkocji, który był klasycznym uczonym i doradcą finansowym. Uczęszczał do szkoły dla chłopców Sunningdale School. Naukę kontynuował w Eton College i Royal Academy of Dramatic Art.

### Kariera
Początkowo trafił na ekran w dwóch brytyjskich filmach krótkometrażowych: Carrion (1958) i Intrusion (1961). W przygodowym serialu familijnym ITV Orlando (1966) pojawił się jako Moz. Potem zagrał w filmach: La Sorella di Satana (1966), Obcy w domu (Stranger in the House, 1967), The Sorcerers (1967) i Dzień, w którym wypłynęła ryba (Otan ta psaria vgikan sti steria, 1967) z Candice Bergen. Występował również na scenie West End. Zastąpił Rogera Moore jako Simon Templar w sensacyjnym serialu ITV Powrót Świętego (Return of the Saint, 1978–79).
Stał się też znany jako autor uznanych powieści dla dzieci, w tym Measle and the Wrathmonk, Measle and the Dragodon, Measle and the Mallockee, Measle and the Slitherghoul i Measle and the Doompit, a także autor sztuk, m.in. Zamiana na wakacje (SWAP!) grana w Polsce w 2007 przez Teatr Komedia w Warszawie i w 2011 przez Teatr Nowy w Zabrzu czy Chwila nieuwagi (Ruffled Feathers) wystawiona w 2014 przez Teatr Dramatyczny im. Jerzego Szaniawskiego w Płocku.

### Życie prywatne
Spotykał się z aktorkami Francescą Annis, Marią Aitken i Nicolą Pagett, a także Britt Ekland i Susan Penhaligon. W latach 1968–83 był żonaty z Diane Sarah Patricia Hart, z którą ma syna Titusa. W 1991 poznał aktorkę Kathryn Holcomb, byłą żonę Bruce'a Boxleitnera. Pobrali się w 1992.

## Filmografia

### Filmy fabularne
- 1967: Obcy w domu (Stranger in the House) jako Desmond Flower
- 1967: Dzień, w którym wypłynęła ryba (Otan ta psaria vgikan sti steria) jako Peter
- 1968: Robak zwycięzca (Witchfinder General) jako Richard Marshall
- 1970: Waterloo jako De Lancey
- 1970: Wichrowe Wzgórza (Wuthering Heights) jako Edgar Linton
- 1975: Moll Flanders (TV) jako Humphrey Oliver
- 1985: Anna Karenina (TV) jako Stiva
- 1992: Ze śmiercią jej do twarzy (Death Becomes Her) jako Chagall
- 1992: Eddie Presley jako kpt. Starch
- 1994: Władca lalek 5: Ostatnia walka jako Jennings
- 1999: Zabójcze wspomnienia (Fugitive Mind) jako dr Grace
- 1999: Ostatnie takie ranczo (Horse Sense) jako Miles
- 2009: Moja wielka grecka wycieczka (My Life in Ruins) jako Pan Tullen

### Seriale TV
- 1968: Rewolwer i melonik jako Baron Von Curt
- 1972: Upstairs, Downstairs jako Lawrence Kirbridge
- 1976: Ja, Klaudiusz jako Druzus Starszy
- 1986: Robin z Sherwood jako Lord Edgar
- 1989: Napisała: Morderstwo jako Harold Baines
- 1990: Napisała: Morderstwo jako Peter Baines
- 1990: Pokolenia (Generations) jako Reginald Hewitt
- 1992: Napisała: Morderstwo jako Peter Templeton
- 1993: Napisała: Morderstwo jako Lawson Childress
- 1994: Przygody Brisco County Juniora jako Furlong
- 1994: Legendy Kung Fu jako Sterling
- 1994: Strażnik Teksasu jako Shredder Stonham
- 1994: Napisała: Morderstwo jako Wade Foster
- 1995: Diagnoza morderstwo jako Lyle Fairbanks
- 1996: One West Waikiki jako Dan Hollingsworth
- 1996: Plaże Malibu jako Marc Delacourt
- 1997: JAG - Wojskowe Biuro Śledcze jako Jeffrey Mason
- 1997: Karolina w mieście jako Lionel Spencer
- 1997: Murphy Brown jako Duncan Briggs
- 1998: Zdarzyło się jutro (Early Edition) jako Clive Harbison
- 1998: Babilon 5 jako Lord Jano
- 1998: Diagnoza morderstwo jako Larry Duggin
- 1999: Melrose Place jako Leo Turnlow
- 1999: Słoneczny patrol jako Miles Clayton
- 1999: Statek miłości (Love Boat: The Next Wave) jako Jack Campbell
- 1999: Diagnoza morderstwo jako Jerry Lane
- 2000: Dharma i Greg jako Geoffrey
- 2009: Agatha Christie: Panna Marple jako Johnny Restarick